# 真興 (夏)
真興（しんこう）は、五胡十六国時代、夏の君主赫連勃勃の治世で使用された元号。419年2月 - 425年7月。

## 西暦・干支との対照表
| 真興 | 元年  | 2年   | 3年   | 4年   | 5年   | 6年   | 7年   |
| 西暦 | 419年 | 420年 | 421年 | 422年 | 423年 | 424年 | 425年 |
| 干支 | 己未  | 庚申  | 辛酉  | 壬戌  | 癸亥  | 甲子  | 乙丑  |